# 그 분이 아빠라면
"그 분이 아빠라면"는 1970년 공개된 대한민국의 영화이다.

## 배역
- 신영균
- 윤정희
- 안인숙
- 김희준